# Erdbeben von Gediz 1970
Das Erdbeben von Gediz ereignete sich im Jahre 1970 in der türkischen Provinz Kütahya, in den Ortschaften Gediz und Emet etwa 200 km nordöstlich von Izmir. Der Hauptstoß des Bebens erreichte eine Intensität von 7,6 auf der 12-stufigen Mercalli-Sieberg-Skala und war in großen Teilen der Westtürkei und sogar in Erzincan zu spüren. Das Hauptbeben erfolgte am 28. März um 23:03 Uhr Ortszeit. Das Epizentrum lag bei 39,2° nördlicher Breite und 29,6° östlicher Länge. Das Hypozentrum lag in 13 km Tiefe.

## Opfer und Schäden
Bei dem verheerenden Beben kamen 1.100 Menschen ums Leben. 3.500 Häuser wurden völlig zerstört und 80.000 Menschen wurden obdachlos. Beim Umfang der Zerstörung spielte die Bauweise eine wichtige Rolle. Insbesondere die damals in der Region häufigen Bruchsteinhäuser waren auch in großer Entfernung vom Epizentrum stark von Zerstörung betroffen. Das Beben ereignete sich in einem geologisch komplizierten Gebiet. Der Untergrund beeinflusste das Ausmaß der Schäden ebenfalls. Häuser auf soliden Gesteinsschichten wiesen weniger Schäden auf als solche auf lockeren Sedimentschichten. Diese Umstände wurden beim Wiederaufbau berücksichtigt. Die Nachbeben dauerten mehrere Monate an und verursachten weitere Schäden. 
Nach dem Beben brachen aufgrund der offenen Herdstellen an vielen Orten Feuer aus. Die Hilfsmaßnahmen wurden erschwert durch zerstörte Straßen und Frühjahrshochwasser in den Flüssen.
Gediz wurde vollkommen zerstört. Die Kreisstadt wurde in sieben Kilometer Entfernung neu aufgebaut.

## Ursachen
Das Erdbeben war tektonisch bedingt und resultierte aus der Ost-West-Verschiebung der anatolischen Landmasse. Nach dem Beben traten heiße Quellen auf, die alsbald wieder versiegten. Vulkanische Tätigkeit lässt sich daraus nicht ablesen. Wasser war in tiefe Erdspalten eingedrungen und hatte sich dort erhitzt.